# British Independent Film Awards 2017
Die 20. Verleihung der British Independent Film Awards (BIFA) fand am 10. Dezember 2017 statt. Die Nominierungen wurden am 1. November 2017 bekanntgegeben.
Lady Macbeth von William Oldroyd ging mit zehn Nominierungen ins Rennen, wobei Florence Pugh als beste Schauspielerin, Naomi Ackie als beste Nachwuchsschauspielerin und Alice Birch für das beste Drehbuch ausgezeichnet wurden. God’s Own Country von Francis Lee wurde neunmal nominiert und wurde als bester Film ausgezeichnet. Zudem wurden Josh O’Connor als bester Schauspieler und Francis Lee für sein Debütdrehbuch geehrt.

## Nominierungen und Preise
Die Nominierungen in den Hauptkategorien wurden am 1. November 2017 bekanntgegeben, die Gewinner am 10. Dezember 2017.
| Preis                                     | Originalbezeichnung                               | Nominierungen | Preisträger                               |
| ----------------------------------------- | ------------------------------------------------- | --- | ----------------------------------------- |
| Bester britischer Independent-Film        | Best British Independent Film                     | - The Death of Stalin - God’s Own Country - I Am Not a Witch - Lady Macbeth - Three Billboards Outside Ebbing, Missouri | God’s Own Country                         |
| Bester internationaler Independent-Film   | Best International Independent Film               | - The Florida Project - Get Out - I Am Not Your Negro - Loveless - The Square | Get Out                                   |
| Bester Dokumentarfilm                     | Best Documentary                                  | - Almost Heaven - Half Way - Kingdom Of Us - Uncle Howard - Williams | Almost Heaven                             |
| Bester britischer Kurzfilm                | Best British Short                                | - 1745 - Fish Story - The Entertainer - Work - Wren Boys | Fish Story                                |
| Bester Schauspieler                       | Best Actor                                        | - Jamie Bell (Film Stars Don’t Die in Liverpool) - Paddy Considine (Journeyman) - Johnny Harris (Jawbone) - Josh O’Connor (God’s Own Country) - Alec Secăreanu (God’s Own Country)                                                        | Josh O’Connor (God’s Own Country)         |
| Beste Schauspielerin                      | Best Actress                                      | - Emily Beecham (Daphne) - Frances McDormand (Three Billboards Outside Ebbing, Missouri) - Margaret Mulubwa (I Am Not a Witch) - Florence Pugh (Lady Macbeth) - Ruth Wilson (Dark River)                                                  | Florence Pugh (Lady Macbeth)              |
| Bester Nebendarsteller                    | Best Supporting Actor                             | - Simon Russell Beale (The Death of Stalin) - Steve Buscemi (The Death of Stalin) - Woody Harrelson (Three Billboards Outside Ebbing, Missouri) - Ian Hart (God’s Own Country) - Sam Rockwell (Three Billboards Outside Ebbing, Missouri) | Simon Russell Beale (The Death of Stalin) |
| Beste Nebendarstellerin                   | Best Supporting Actress                           | - Naomi Ackie (Lady Macbeth) - Patricia Clarkson (The Party) - Kelly Macdonald (Goodbye Christopher Robin) - Andrea Riseborough (The Death of Stalin) - Julie Walters (Film Stars Don’t Die in Liverpool)                                 | Patricia Clarkson (The Party)             |
| Bester Newcomer                           | Most Promising Newcomer                           | - Naomi Ackie in Lady Macbeth - Harry Gilby in Einfach Charlie (Just Charlie) - Cosmo Jarvis in Lady Macbeth - Harry Michell in Chubby Funny - Lily Newmark in Pin Cushion                                                                | Naomi Ackie in Lady Macbeth               |
| Beste Regie                               | Best Director                                     | - Armando Iannucci (The Death of Stalin) - Francis Lee (God’s Own Country) - Martin McDonagh (Three Billboards Outside Ebbing, Missouri) - Rungano Nyoni (I Am Not a Witch) - William Oldroyd (Lady Macbeth)                              | Rungano Nyoni (I Am Not a Witch)          |
| Douglas Hickox Award (Nachwuchsregisseur) | The Douglas Hickox Award                          | - Deborah Haywood (Pin Cushion) - Francis Lee (God’s Own Country) - Thomas Napper (Jawbone) - Rungano Nyoni (I Am Not a Witch) - William Oldroyd (Lady Macbeth)                                                                           | Rungano Nyoni (I Am Not a Witch)          |
| Bestes Drehbuch                           | Best Screenplay                                   | - Alice Birch (Lady Macbeth) - Armando Iannucci, David Schneider und Ian Martin (The Death of Stalin) - Francis Lee (God’s Own Country) - Martin McDonagh (Three Billboards Outside Ebbing, Missouri) - Rungano Nyoni (I Am Not a Witch)  | Alice Birch (Lady Macbeth)                |
| Bester Nachwuchsproduzent                 | Breakthrough Producer                             | - Gavin Humphries (Pin Cushion) - Emily Morgan (I Am Not a Witch) - Brendan Mullin und Katy Jackson (Bad Day For The Cut) - Fodhla Cronin O’Reilly (Lady Macbeth) - Jack Tarling und Manon Ardisson (God’s Own Country)                   | Emily Morgan (I Am Not a Witch)           |
| Bestes Debütdrehbuch (seit 2016)          | Debut Screenwriter                                | - Alice Birch (Lady Macbeth) - Gaby Chiappe (Their Finest) - Johnny Harris (Jawbone) - Francis Lee (God’s Own Country) - Rungani Nyoni (I Am Not a Witch)                                                                                 | Francis Lee (God’s Own Country)           |
| The Discovery Award                       | The Discovery Award (vormals The Raindance Award) | - Even When I Fall - Halfway - In Another Life - Isolani R - My Pure Land | In Another Life                           |

Diese Nominierungen und Auszeichnungen wurden separat am 22. November 2017 bekanntgegeben:
| Preis                          | Originalbezeichnung        | Nominierungen | Preisträger                                                |
| ------------------------------ | -------------------------- | --- | ---------------------------------------------------------- |
| Bestes Casting                 | Best Casting               | - Shaheen Baig (Lady Macbeth) - Shaheen Baig und Layla Merrick-Wolf (God’s Own Country) - Sarah Crowe (The Death of Stalin) - Sarah Halley Finn (Three Billboards Outside Ebbing, Missouri) - Debbie McWilliams (Film Stars Don’t Die in Liverpool) | Sarah Crowe (The Death of Stalin)                          |
| Beste Kamera                   | Best Cinematography        | - Ben Davis (Three Billboards Outside Ebbing, Missouri) - David Gallego (I Am Not a Witch) - Tat Radcliffe (Jawbone) - Thomas Riedelsheimer (Leaning Into the Wind) - Ari Wegner (Lady Macbeth)                                                     | Ari Wegner (Lady Macbeth)                                  |
| Bestes Kostümdesign            | Best Costume Design        | - Dinah Collin (My Cousin Rachel) - Suzie Harman (The Death of Stalin) - Sandy Powell (How to Talk to Girls at Parties) - Holly Rebecca (I Am Not a Witch) - Holly Waddington (Lady Macbeth)                                                        | Holly Waddington (Lady Macbeth)                            |
| Bester Schnitt                 | Best Editing               | - Johnny Burke (Williams) - David Charap (Jawbone) - Jon Gregory (Three Billboards Outside Ebbing, Missouri) - Peter Lambert (The Death of Stalin) - Joe Martin (Us and Them)                                                                       | Jon Gregory (Three Billboards Outside Ebbing, Missouri)    |
| Beste visuelle Effekte         | Best Effects               | - Nick Allder und Ben White (The Ritual) - Luke Dodd (Journeyman) - Ronald Grauer und Bernard Newton (The Death of Stalin) - Dan Martin (Double Date) - Chris Reynolds (Ihre beste Stunde)                                                          | Nick Allder und Ben White (The Ritual)                     |
| Bestes Make-up und Hair Design | Best Make Up & Hair Design | - Julene Paton (I Am Not a Witch) - Jan Sewell (Solange ich atme) - Nadia Stacey (Journeyman) - Nicole Stafford (The Death of Stalin) - Sian Wilson (Lady Macbeth)                                                                                  | Nicole Stafford (The Death of Stalin)                      |
| Beste Filmmusik                | Best Music                 | - Carter Burwell (Three Billboards Outside Ebbing, Missouri) - Fred Frith (Leaning Into the Wind) - Matt Kelly (I Am Not a Witch) - Paul Weller (Jawbone) - Christopher Willis (The Death of Stalin)                                                | Carter Burwell (Three Billboards Outside Ebbing, Missouri) |
| Beste Ausstattung              | Best Production Design     | - Jacqueline Abrahams (Lady Macbeth) - Cristina Casali (The Death of Stalin) - James Merifield (Final Portrait) - Nathan Parker (I Am Not a Witch) - Eve Stewart (Film Stars Don’t Die in Liverpool)                                                | Cristina Casali (The Death of Stalin)                      |
| Bester Sound                   | Best Sound                 | - Anna Bertmark (God’s Own Country) - Maiken Hansen (I Am Not a Witch) - Andy Shelley und Steve Griffiths (Jawbone) - Joakim Sundström (Three Billboards Outside Ebbing, Missouri) - Becki Ponting und Ian Wilson (Solange ich atme)                | Anna Bertmark (God’s Own Country)                          |

Weitere Preise
- The Variety Award für Gary Oldman[5]